# Gustave Abel
Gustave Antoine Abel (* 8. November 1901 in Metz; † 16. Juli 1988 in Salzburg) war ein österreichischer Höhlenforscher.

## Leben
In Metz (Lothringen) geboren, kam Gustave Abel 1914 nach Salzburg und machte eine Lehre als Mechaniker von 1918 bis 1921, er fand schließlich ein berufliches Auskommen bei den Salzburger Wasserwerken. Unmittelbar nach dem Ersten Weltkrieg zeigte sich sein Interesse an der Erforschung von Höhlen, die für ihn zum eigentlichen Lebensinhalt werden sollte. Seine Tätigkeit beschränkte sich nicht nur auf Österreich, sondern umfasste den gesamten europäischen Raum. Über 200 Pläne nach eigenen Vermessungen, zahllose Befahrungsberichte und Höhlenfotos belegen seine Tätigkeit.
Aus seinen zahlreichen Expeditionen sind hier einige herausgegriffen:
- Tennengebirge: Eisriesenwelt, Eiskogelhöhle, Brunneckerhöhle, Frauenofen, Winnerfallhöhle, Grießkessel-Eishöhle
- Untersberg: Salzburgerschacht, Fürstenbrunner-Quellhöhle, Großer Eiskeller, Windlöcher, Gamslöcher
- Hagengebirge: Tantalhöhle, Scheukofen, Brunnloch, Bärenhöhle

Über Jahre hindurch hat Gustave Abel mit dem Institut für Höhlenforschung in Wien die Grabungen in der Schlenken-Durchgangshöhle, einer steinzeitlichen Jagdstation, organisiert und sich auch aktiv beteiligt. In Zusammenarbeit mit dem Haus der Natur in Salzburg wurde eine eigene Höhlenabteilung eingerichtet.
Er sammelte auch wertvolle Daten bei Fledermausberingungen in Höhlen und aufgelassenen Stollenanlagen. Durch diese Arbeit konnten Aufschlüsse über die Lebenserwartung dieser Tiere gewonnen werden.
Bereits 1934 hat er ein Höhlenkennziffern-System entwickelt und damit den Grundstein eines Höhlenkatasters entwickelt, welches später nach entsprechenden Ergänzungen und Anpassungen durch den Verband Österreichischer Höhlenforscher die Höhlenkennzeichnung aller Höhlen gestattete.

## Werke
- Gustave Abel: Im Reich der Höhlen (= Lux-Lesebogen : kleine Bibliothek des Wissens ; natur- und kulturkundliche Hefte. Nr. 67). Lux, Murnau 1949.